# テレサ・ルボミルスカ
テレサ・ルボミルスカ（ポーランド語:Teresa Lubomirska、1685年1月1日 - 1712年1月6日）は、ポーランド・リトアニア共和国の貴族女性、公女（帝国諸侯）。後のプファルツ選帝侯カール3世フィリップの2度目の妃。カール3世が選帝侯を継承する前に死去した。

## 生涯
王冠領宮内長官を務めたユゼフ・カロル・ルボミルスキ公とその妻テオフィラ・ザスワフスカ＝オストログスカの長女として生まれた。母方の祖父はヴォルィーニ地方の大領主ヴワディスワフ・ドミニク・ザスワフスキ公である。1701年12月15日にクラクフで、ルドヴィカ・カロリナ・ラジヴィウと死別したドイツのプファルツ選帝侯の息子カール・フィリップと結婚した。2人の娘が生まれたが、いずれも幼くして亡くなった。テレサの死後、カール・フィリップは選帝侯の地位を継承した。
- テオフィーレ・エリーザベト・フランツィスカ・フェリーツィタス（1703年 - 1705年）
- アンナ・エリーザベト・テオフィラ（1709年 - 1712年）